# Idiot
Idiot er et skældsord for en person, der opfører sig dumt, irriterende eller mærkeligt..
Idiot betegner endvidere inden for psykologien en dybt udviklingshæmmet person med en intelligenskvotient på mellem 0-35. I dag foretrækkes dog anden sprogbrug.

## Begrebet idiot
Idiot (græsk: idiṓtis, adjektiv ídios, egen, privat) benævnelse for en egen, oprindelig en privat mand i modsætning til en offentlig person, senere en mand af hoben (lægmand), en ukyndig, udannet person, en, som ikke evner at begribe eller lære noget.
Heraf i det 18. århundrede afledt den nedsættende betydning (i lighed med bl.a. fransk, tysk, engelsk og svensk), som ordet oftest anvendes til at betegne: fjols, sindssvagt individ (åndssvag eller evnesvag). I denne betydning på dansk anvendt af Ludvig Holberg i skuespillet Barselsstuen: "Monsieur, det er bekiendt, at I er en Idiot." Velkendte er følgende linjer fra P. A. Heibergs Indtogsvise fra 1790:
"Ordener hænger man paa Idioter,
Stjærner og Baand man kun Adelen gier."
I dag bruges ordet også som et skældsord om personer, der er irriterende.

## Medicin
Betegnelsen "idiot" blev frem til oplysningstiden brugt som en medicinsk betegnelse for lavt begavede, der først blev afløst i sidste halvdel af det 19. århundrede. Herefter brugtes betegnelsen åndssvage, der i dag kaldes mental retardering. På engelsk kaldes det intellectual disability, dvs. intellektuelt handicap.

## Kultur og samfund
Idioten har været et vigtigt tema i kunst. Idioten er en roman af Fjodor Mikhajlovitj Dostojevskij. Fyrst Mysjkin, romanens hovedperson og titelfigur, er en af de forunderligste skikkelser i litteraturhistorien. Omkring ham grupperer sig en lang række meget forskellige skikkelser, der alle påvirkes af mødet med denne "vise dåre". Mysjkin er epileptiker, og hans epileptiske anfald skildres på grundlag af Dostojevskijs egne personligt oplevede erfaringer med epilepsi.
Lars von Triers film Idioterne skildrer en gruppe mennesker, der søger idiotien. Her får begrebet idiot en mere positiv betydning som noget, man kan udleve i opgør med normerne.
Den amerikanske forfatter Charles Pierce mener, at idioti er blevet fremherskende i det moderne samfund. Den svenske forfatter Thomas Erikson ser omvendt på, hvad man bør gøre, hvis man mener, at man er omgivet af idioter.

## Ekstern henvisning
Ordbog over det danske Sprog; opslag: idiot
"Den psykologiske betydning af IDIOT